# Strophanthus hispidus
Espèce
Classification phylogénétique
Le Strophanthe hérissé (Strophanthus hispidus) est une espèce de Strophanthe, des plantes à fleurs appartenant à la famille des Apocynacées. Cette liane contient dans ses graines, comme la plupart des Strophanthes, des hétérosides cardiotoniques, notamment de la strophanthine, utilisées par certaines tribus africaines pour empoisonner les flèches de leurs arcs. Elle a été observée pour la première fois en Sénégambie par un certain Houdelot, puis en Sierra Leone entre 1771 et 1775 par Henry Smeathman, mais également chez les Nupe par William Balfour Baikie, au Gabon par Marie-Théophile Griffon du Bellay et en Afrique tropicale occidentale par Gustav Mann.

## Répartition géographique
Cette plante se trouve principalement en Afrique de l'Ouest : Bénin, Burkina Faso, Ghana, Guinée-Bissau, Guinée, Côte d'Ivoire, Liberia, Mali, Nigeria, Sénégal, Sierra Leone et Togo ; en Afrique centrale : Angola, République centrafricaine, Cameroun, Congo, Guinée équatoriale, Gabon et République démocratique du Congo ; un peu moins en Afrique de l'Est : Tanzanie et Ouganda. On la trouve également en Chine où elle a été introduite : Guangdong, S-Guangxi, Hainan et S-Yunnan.